# Richard Scott Cohen
Richard Scott Cohen (* 16. Oktober 1960 in Chicago, Illinois) ist ein US-amerikanischer Musikdirektor, Komponist, Arrangeur, Musikpädagoge, Posaunist und Professor.

## Wirken
Cohen schloss sein Spanisch- sowie sein Musikpädagogikstudium an der University of Illinois at Urbana-Champaign 1984 jeweils mit Bachelorgrad ab. Er wurde dort Mitglied der Verbindung Phi Beta Kappa und erhielt drei Fulbright-Stipendien für Spanien. Im Anschluss studierte er an der Northwestern University Dirigieren und schloss das Aufbaustudium 1988 mit dem Master of Music und dem Doktorgrad der Musikwissenschaften ab.
Seit 2002 ist er Professor für Musik an der Ferris State University (FSU) und leitet das dortige Instrumentalensemble, das FSU-Symphonieorchester, die FSU West Central-Konzertband, die FSU Community-Sommerband und das FSU West Central-Kammerorchester.
Cohen ist Mitglied im Vorstand der Internationalen Gesellschaft zur Erforschung und Förderung der Blasmusik (IGEB) und im redaktionellen Beirat der World Association for Symphonic Bands and Ensembles (WASBE). Er ist Mitglied der Music Educators National Conference (MENC), der Association of Concert Bands (ACB), der National Bandmasters Association (NBA), der Michigan School Band and Orchestra Association (MSBOA) und der Nordamerikanisch-katalanischen Gesellschaft (NACS).

## Ehrungen und Auszeichnungen
Richard Scott Cohen erhielt 2000 den Thelen-Preis der IGEB für seinen Aufsatz The Musical Society Community Bands of Valencia, Spain. A Global Study of Their Administration, Instrumentation, Repertoire and Performance Activities. Die MSBOA verlieh ihm 2006 eine lebenslange Ehrenmitgliedschaft.